# Jerry Heil
Jerry Heil, pseudonimo di Jana Oleksandrivna Šemajeva (in ucraino Яна Олександрівна Шемаєва?; Vasyl'kiv, 21 ottobre 1995), è una cantante ucraina.
Ha rappresentato l'Ucraina all'Eurovision Song Contest 2024 con il brano Teresa & Maria, in duetto con Al'ona Al'ona.

## Biografia
Jerry Heil ha iniziato la propria attività musicale pubblicando tramite YouTube cover di brani di artisti ucraini e internazionali, tra cui gli Hardkiss, i Kodaline, i Twenty One Pilots e gli Okean El'zy, ottenendo il plauso da parte del frontman di quest'ultimo gruppo. Cinque anni dopo ha firmato il suo primo contratto discografico per la Vidlik Records, etichetta gestita dagli Onuka e responsabile per la pubblicazione dell'EP d'esordio De mij dim. #Ochrana_otmjena, uscito nel 2019 e tratto dall'album in studio #Ja_Jana, è divenuto il suo primo successo radiofonico in top ten in Ucraina. Lo stesso LP ha prodotto un altro estratto classificato, #Vil'na_kasa, e ha portato la cantante a ricevere tre nomination nell'ambito dello YUNA, il più importante riconoscimento musicale nazionale, categorie dalle quali ha ricavato il premio al miglior nuovo artista.
Nel dicembre 2021 è stato messo in commercio il secondo disco e primo natalizio Mandaryny i oleni, che ha fatto seguito all'EP #Osobyste; la cantante è stata candidata per lo YUNA alla miglior artista femminile per due anni consecutivi.
A seguito dell'invasione dell'Ucraina da parte della Federazione Russa Jerry Heil ha registrato una serie di collaborazioni, tra le quali #Moskal'_nekrasivyj e Čomu?, che affrontano principalmente tematiche legate alla guerra. In particolare, Ridni moï, un duetto con Al'ona Al'ona, ha scalato la hit parade nazionale fino al 7º posto.
Nel 2023 è stata confermata, in coppia con Al'ona Al'ona, come una dei partecipanti a Vidbir 2024 (al quale aveva già partecipato da solista nel 2020 e nel 2023), il programma di selezione del rappresentante ucraino all'annuale Eurovision Song Contest, dove hanno trionfato con la loro canzone Teresa & Maria, guadagnando il diritto di rappresentare l'Ucraina sul palco eurovisivo di Malmö; il brano ha finito per raggiungere la cima della hit parade ucraina e ha raggiunto il podio sia della Singlų Top 100 lituana che della Latvijas straumētāko singlu, diventando il successo principale dell'anno a livello nazionale. Durante la manifestazione europea, Teresa & Maria riesce a passare in seconda posizione la prima semifinale; nella serata finale dell'11 maggio, il duo si classifica al 3º posto conquistando 453 punti, giungendo alle spalle dello svizzero Nemo e del croato Baby Lasagna.
Jerry Heil è stata inclusa nella lista annuale degli under 30 di Forbes Ukraïna nel settembre seguente. Nel mese di febbraio ha invece ricevuto la candidatura per tre premi YUNA, una per se stessa e due per Teresa & Maria; alla cerimonia, si è portata a casa i riconoscimenti alla miglior collaborazione e miglior canzone per il duetto con Al'ona Al'ona.
Nel maggio 2025 è stato messo in commercio il suo terzo disco di inediti, intitolato Archetypy e costituito da sedici tracce.

## Controversie
Durante la sua partecipazione all'Eurovision Song Contest del 2024 è stata criticata da esponenti politici e dal pubblico della Polonia per aver indossato una felpa con su scritto «Banderaciaga», un riferimento a Stepan Bandera, leader dell'Organizzazione dei Nazionalisti Ucraini e dell'Esercito insurrezionale ucraino che dal 1943 al 1945 compirono massacri di civili polacchi in Volinia e Galizia orientale al tempo occupate dalla Germania nazista.
Nell'agosto 2024 si è esibita all'evento Voïny svitla tenutosi a Kiev, dove si omaggiavano i combattenti uccisi in guerra appartenenti alla 3ª Brigata d'assalto "Azov" e alla 12ª Brigata operazioni speciali "Azov" di orientamento neonazista.

## Discografia

### Album in studio
- 2019 – #Ja_Jana
- 2021 – Mandaryny i oleni
- 2025 – Archetypy

### EP
- 2017 – De mij dim
- 2021 – #Osobyste
- 2022 – Daj boh (con Al'ona Al'ona)
- 2024 – Maria

### Singoli
- 2017 – Elektryčna zyma (con Arlett)
- 2019 – #Ochrana_otmjena
- 2019 – #Natverkaj
- 2019 – #Vil'na_kasa
- 2019 – #Recept_salata_njevjesta
- 2019 – #Moja_dytjača_mrija
- 2019 – #Vičnist'
- 2020 – #Vegan
- 2020 – #NeBejbi
- 2020 – #Ninadontstres
- 2020 – #Provincija
- 2020 – #Chewing
- 2020 – #Bloger
- 2020 – #Bomba_raketa_puška_hranata
- 2020 – Cho cho cho (con Morphom)
- 2021 – #Krinž_vykradačrizdva
- 2021 – #Aryfmetyka_kochannja
- 2021 – #Lullaby (#Kolyskova)
- 2021 – Plaska (con Anna Trinčer)
- 2021 – Tuk tuk tuk
- 2021 – Chvyli (con i Kalush)
- 2021 – #ZDN
- 2021 – #Eksa_v_hivevej (con Anna Trinčer)
- 2022 – #Pošta
- 2022 – Ridni moï (con Al'ona Al'ona)
- 2022 – #Moskal'_nekrasivyj (con Vjerka Serdjučka)
- 2022 – V pustij kimnati (con Yaktak)
- 2022 – #Mrija
- 2022 – Čomu? (con Al'ona Al'ona)
- 2022 – Kupala (con Al'ona Al'ona e Ela)
- 2022 – Kochajtesja čornobryvi
- 2022 – Duševna pa-damašnjemu (con Lesja Nikitjuk e gli Emdvity)
- 2022 – When God Shut the Door
- 2022 – Ekzamen (con Al'ona Al'ona)
- 2023 – Bronia (con Ochman)
- 2023 – Na nebi ni zori
- 2023 – Stiny (con i Kalush)
- 2023 – Blahoslovenna zemlja
- 2023 – Bracia (feat. Przyłu)
- 2023 – Call Me Freedom
- 2023 – Try polosy
- 2023 – Ščedra nič (con Kola e Al'ona Al'ona)
- 2023 – Malanka
- 2024 – Teresa & Maria (con Al'ona Al'ona)
- 2024 – Podoljanoča (Get Up) (con Al'ona Al'ona)
- 2024 – Huby u hubach (con Volodymyr Dantes)
- 2024 – Wabi-sabi (con Julija Sanina)
- 2024 – Snih
- 2025 – Rozčynjajus' (feat. Jevhen Chmara)
- 2025 – Vymolyv (con Monatyk e Jevhen Chmara)
- 2025 – Sing like a Siren (con i Within Temptation)